# Antropozofija
Antropozofija (od grčkog ανθρωπο+σοφία, ljudska mudrost) je ezoterično učenje o duhovnoj naravi čovjeka, svijeta i svemira. Daje i posebne upute za meditaciju. Utemeljena je početkom 20. stoljeća u Švicarskoj i Njemačkoj.
Težeći što većoj nepristranosti, s namjerom uspostavljanja objektivne egzaktne znanosti s područja natprirodnog, njen utemeljitelj Rudolf Steiner je u središte interesa uvijek postavljao predmet svog proučavanja, prije negoli je davao osobna gledišta.
No antropozofija se danas često tumači kao sinkretistički spoj zapadne filozofije idealizma, gnosticizma, kršćanstva, i hinduističkih učenja.

## Presjek
Antropozofija se razvijala prema potrebama slušateljstva koje se obraćalo osnivaču antropozofije: „Osnovni ugođaj antropozofskog izlaganja mora u najvećoj mjeri odgovarati najdubljoj potrebi srca onih ljudi kojima je antropozofija potrebna.“
Antropozofija nastoji preispitati cjelokupan krug ljudske djelatnosti,  uključujući velikim dijelom religiju, znanost i umjetnost, suprotstavljajući se, po mišljenju začetnika ovog pokreta, materijalizmu današnjeg vremena.

### Ime
Osnivač ove discipline dr. Steiner izbjegavao je samo jedan strogo važeći naziv za nju. Isto vrijedi za njene pojmove i ideje. Ovaj sustav predodžbi često je nazivao duhovna znanost, znanost o duhu i slično. Duhovna znanost je pojam proizišao iz njemačke filozofske tradicije. Ovaj pojam se danas naziva  humanistička znanost. 
Ipak, ovaj duhovni pokret se najčešće svrstava u ezoteriju i filozofiju, rjeđe u službenu znanost, iako ima i neka teološka obilježja.
Riječ antropozofija koristio je još velški alkemičar i filozof Thomas Vaughan u 17. stoljeću. Ovim imenom služio se i njemački filozof Immanuel Hermann Fichte. Steinerov profesor na bečkom sveučilištu Robert Zimmermann svoje temeljno djelo o estetici nazvao je »Antropozofija u obrisima« (Anthroposophie im Umriss). Rudolf Steiner ime antropozofija prvi puta koristi 1902. godine kada je održao niz predavanja koje je nazvao »Od Zaratustre do Nietzschea. Povijesni razvoj čovječanstva prema pogledima na svijet od najstarijih orijentalnih vremena do sadašnjosti ili antropozofija« (Von Zarathustra bis Nietzsche. Entwicklungsgeschichte der Menschheit an Hand der Weltanschauungen von den ältesten orientalischen Zeiten bis zur Gegenwart, oder Anthroposophie).

### Vanjska primjena
Kad su Rudolfu Steineru pristupili poljoprivrednici, dao im je naputke o načinu na koji bi trebalo obrađivati tlo i uzgajati biljke u svrhu proizvodnje hrane. Ovo je kasnije nazvano biodinamička poljoprivreda. Kada je održavao predavanja radnicima raznih tvornica o novom poimanju društvenog ustroja gdje je spomenuo potrebu o sveobuhvatnom školovanju, prišli su mu radnici i uprava tvornice cigareta Waldorf-Astoria sa željom da njihova djeca pohađaju takvu školu; stvorena je osnova za novi način obrazovanja i odgoja temeljen na duhovnim načelima, kao i sustav vrtića i škola pod nazivom waldorfska pedagogija.  Steiner je u uskoj suradnji s dr. Itom Wegman razvio antropozofsku medicinu (koju su primjenjivali njegovi učenici kao npr. Wilhelm Pelikan). Također je održao niz predavanja za liječnike, dajući poticaj za promatranje i liječenje čovjeka s obzirom na njegovu duhovno-duševnu organizaciju.

### Odnos prema religiji
Ovaj duhovni pokret polazi od  kršćanstva  kao od premoćnog vjerskog poticaja, temeljito obrazlažući ovaj stav: „Antropozofija ne želi preuzeti mjesto kršćanstva već naprotiv, željela bi biti instrument u njegovom razumijevanju".
Antropozofija postavlja  Isusa Krista u središnje mjesto.  Smatra da se čovjek kao pojedinac razvija kroz uzastopne zemaljske živote, napredujući prema savršenijem obliku, kroz vjersko predanje Bogu i Kristu. No unatoč ovome Steiner izričito dodaje kako sama antropozofija nije zamjena standarnom vjerskom životu, te kako ona nije vjeroispovijest, premda daje neke upute u tom smjeru.

### Pitanje zla
Sastavni dio antropozofije je i naučavanje o Luciferu, i Ahrimanu, i djelovanju demonskih duhovnih sila na život čovjeka.  Prema antropozofskoj predodžbi luciferska i ahrimanska bića su glavni izvor zla u svijetu, no ona vidi njihov utjecaj i kao neizbježan i koristan. Po ovom stajalištu Lucifer između ostalog djeluje na ljudsku sebičnost i buđenje nagona i strasti, dok Ahriman ima ulogu poticanja materijalizma, ateizma, hladnog intelektualizma i izopačenih spolnih nagona. Prema ovom tumačenju ravnoteža se između ove dvije krajnosti nalazi u Kristu.

### Pogled na umjetnost
Antropozofsko poimanje umjetnosti gotovo je istovjetno Goetheovom, koji je utjecao na Rudolfa Steinera. On je umjetničko stvaralaštvo vidio kao područje u kojem do izraza dolaze bića, stvari i pojave koje se na neki drugi način nikako ne bi mogle izraziti.
Prvi antropozofi razvili su euritmiju, poseban oblik scenske umjetnosti. Euritmija je verbalni govor i zvuk glazbe izražen kroz vidljive pokrete i geste euritmičara.
U slikarstvu, poseban naglasak stavljen je na samu boju koja svojim prelazom iz tekućeg u kruto stanje sama stvara oblike,  što je kako vjeruju antropozofi, preslikavanje samog procesa Stvaranja. U antropozofskom slikarstvu priznata je zakonitost same boje. Njoj se pripisuje osobita stvaralačka snaga. Svaka boja ima sebi svojstven oblik što u umjetnosti inače nije priznato.
Antropozofski svjetonazor zauzima veoma neobično stajalište o glazbi: instrument je tako sam čovjek, a njegove žice su ljudski živčani sustav, te na ovaj način čovjek kroz glazbu nazire djelovanje duha u tvari, zaživljavanje duševnog u tjelesnom.
Umjetnost odijevanja je odraz sjećanja duše na predzemaljsko postojanje, dok je arhitektura izražavanje onih oblika koje duša priželjkuje kad želi napustiti tijelo, bilo u smrti ili na bilo koji drugi način. Kiparstvo je ravnoteža između modne umjetnosti i arhitekture. Ono je izraz djelovanja sila koje oblikuju čovjeka između smrti i rođenja.
Ono također izražava „prijašnja i buduća Zemljina planetarna utjelovljenja u vezi s razvojem čovjeka.“
S obzirom na to da antropozofija poučava o raznom djelovanju duhovnih bića na čovjeka, ona tvrdi da se u epskoj poeziji preko čovjeka izražavaju nadljudska bića, dok  dramsko stvaralaštvo vidi kao izraz podljudskih snaga i bića. Lirika je ovdje ravnoteža između poetskog i dramskog.

### Znanost
Za razliku od klasične povijesti koja se temelji na zapisima i arheološkim nalazima; na materijalnoj osnovi, antropozofska povijest temeljena je na nadosjetilnoj spoznaji. Ovo uključuje vidovito opažanje nevidljive stvarnosti, te spoznavanje putem osnaženog mišljenja. Na ovaj način ona opisuje cjelokupnu duhovnu evoluciju čovječanstva, Sunčeva sustava i planete Zemlje,  te ih stavlja u izravnu vezu s nadljudskim bićima, te iscrpno objašnjava kako je ukupna fizička pojavnost plod neprestanog djelovanja istih duhovnih bića. Antropozofija nadalje ustraje na tvrdnji da je za ispravno primanje i ispitivanje njenih predodžbi nužan razvoj duhovno-duševnih organa ili čakri, no i napominje da se njene ideje mogu primiti i zdravim razumom uz otvoren duh.
Ono što se inače nalazi samo u mitologijama i što je zapisano u nekim religijama, antropozofija pokušava uzdići na razinu znanosti; polazeći od mitova i legendi kao od nečeg stvarnog, a ne kao od nečeg što je samo iznjedrila ljudska mašta.
Antropozofija opaža četiri osnovna dijela čovjeka: fizičko, oku vidljivo tijelo; zatim eterično ili životno tijelo; potom astralno tijelo ili duša, te njegov duh ili duhovno tijelo koje antropozofija naziva i ljudsko ja, ili ego.
U antropozofiji se češće o jednoj te istoj stvari daju različita a ponekad čak i oprečna objašnjenja. Potpuna spoznaja neke stvari tako se dobiva tek nakon pomnog sagledavanja s mnogih strana. Antropozofija tako teži uvođenju spoznavanja umjesto teoretiziranja i pretpostavljanja.

### Samospoznaja
Duhovni razvoj pojedinca iscrpno je opisan u antropozofskim spisima. Vođenje u ovom smislu u značajnom dijelu izneseno je u knjizi „Kako se stječu spoznaje viših svjetova“ i u srednjim poglavljima djela „Osnove tajne znanosti.“  Misaone vježbe i meditacija, osnovne su metode ove duhovne discipline, kao i usmjeren odgoj ka njegovanju samog mišljenja.

## Pisana djela
Ovaj pokret najviše se temelji na pisanim djelima dr. Rudolfa Steinera pisanima na njemačkom jeziku. Sadržaj pisanih knjiga kasnije je proširivan i produbljivan kroz brojna predavanja; kako javna, tako i kroz predavanja za članove najprije teozofskog, a kasnije antropozofskog društva diljem Europe. Temeljna pisana djela su „Osnove tajne znanosti“ u novijem hrvatskom prevodu, ili poznatija u starom srpskom prevodu pod nazivom „Tajna nauka u osnovama“,  zatim „Kako se stječu spoznaje viših svjetova“, „Filozofija slobode“, „Teozofija“ i  „Kršćanstvo kao mistična činjenica“.

## Kritike
Znanstvenost antropozofije često se dovodi u pitanje. Nije moguće provjeriti teze koje Steiner iznosi. Zbog toga antropozofija i nije znanost već          tobožnja znanost. Steinerov hrvatski suvremenik Fran Bubanović zamjerao je antropozofima iskrivljavanje znanstvenih rezultata.
Kao protivnik antropozofije iznio je sljedeću kritiku:
| „ | Njihova je tendencija, da u solidno naučno mišljenje i njegove metode istraživanja i rada unesu zbrku i nered naglašavajući da se znanstveni i duševni napredak postizava sasvim drugim putovima kojima su tobože išli i najveći mudraci starih naroda negoli su putovi i metode modernih prirodnih nauka. Okultizam, teozofija, antropozofija itd. neće da budu tek neki magloviti pokreti,nego se žilavo i tvrdokorno hoće da ukorijene u kulturnom modernom životu kao nauka, kao znanstveni pokreti koji ne će samo da su ravnopravni s ostalim modernim granama osobito prirodnih nauka, nego hoće da budu i nad njima. Svoju su propagandu u tom smjeru počele razvijati ove moderne struje po vascijelom kulturnom svijetu upravo religioznim fanatizmom. | ” |
|   | |   |

O antropozofskim znanstvenim metodama pri uspostavi antropozofske medicine Bubanović je rekao:
| „ | To ćaskanje nalazi se još u primitivnom stadiju nekadanjih alkemista i iatrokemista, koji je nauka već davno s uspjehom prebrodila, a koji je karakteriziran barbarskom prepotencijom (svemoćni kamen mudraca i eliksir!) i hoće da se popne iznad službene znanosti. Jednako kao i iatrokemisti pronalaze ga na pr. i naši antropozofi u svojim publikacijama kao od šale, bez obzira na dojakošnje naučne rezultate i naučne metode, sasma nove najdalekosežnije i najdublje veze i odnošaje medju pojavama i to na osnovi neke vidovitosti. | ” |
|   | |   |

U izdanju Opće enciklopedije JLZ, stoji da je antropozofija "duhovno-mistična doktrina."
Službeni filozofi danas antropozofiju smatraju anakronizmom.
Kršćanska teologija redovito svrstava antropozofiju pod New age, te naglašava kako ona nije u skladu s katoličkim učenjem.

## Antropozofija u Hrvatskoj
Sadašnje Antropozofsko društvo u Hrvatskoj u izvjesnoj je vezi s bivšim Jugoslavenskim antropozofskim društvom. Predsjednik ovog društva bio je hrvatski liječnik dr.Stanislav Župić. U bivšoj SFRJ ovo društvo bilo je aktivno već krajem 1920-ih. U sklopu društva objavljivane su knjige, izdavan je časopis Upoznaj sebe, održavale su se i euritmijske predstave. Krajem osamdesetih antropozofska djelatnost prisutna je i u Sarajevu i Ljubljani; 
(u Beogradu je danas najviše aktivan Antropozofski kulturni centar).
U Hrvatskoj danas djeluje Antropozofsko društvo "Marija Sofija" sa sjedištem u Zagrebu, dok je Splitu aktivan Antropozofski krug "Narnia".

## Vanjske poveznice
- Stranica Antropozofskog društva "Marija Sofija" u Hrvatskoj
- Rudolf Steiner Archive[neaktivna poveznica] (engl.)
- Rudolf Steiner Handbuch/Handbook (engl.) (njem.)